# Польова вулиця (Київ, Дарницький район)
Польова́ ву́лиця — вулиця в Дарницькому районі міста Києва, селище Бортничі. Пролягає від територіальної автомобільної дороги Т 1016 до Промислової вулиці. 
Прилучаються вулиці Чайковського, Миколи Волковича, Родини Рудинських та Вітовецька. 